# John Wood (canoísta)
John Wood (Toronto, Ontário, 7 de junho de 1950 — Oakville, Ontário, 25 de janeiro de 2013) foi um canoísta canadiano especialista em provas de velocidade.

## Carreira
Foi vencedor da medalha de prata em C-1 500 m em Montreal 1976.